# Petiolus

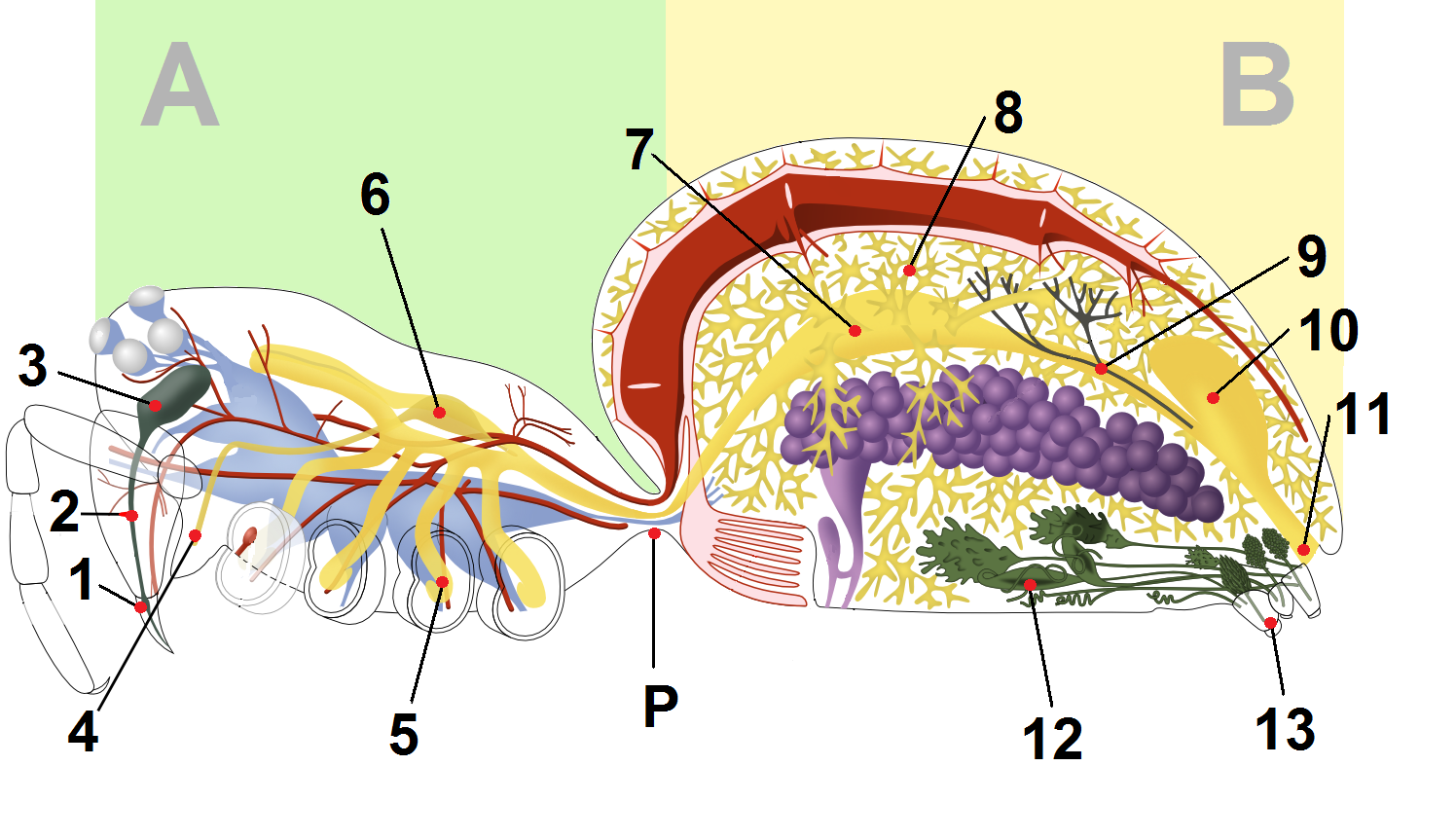
Lichaamsdelen van een spin waarbij de petiolus is aangeduid met een P

De petiolus of petiole is de nauwe steelachtige verbinding tussen het voorste en achterste deel van ongewervelde dieren. Met de term petiole wordt de insnoering tussen het eerste en tweede achterlijfssegment bij de wespen en mieren (Apocrita) bedoeld; het eerste achterlijfsegment is hier versmolten met het laatste segment van het borststuk.  Ook de verbinding tussen het kopborststuk en het achterlijf van spinnen wordt petiolus genoemd. 